# Brochiraja
A Brochiraja a porcos halak (Chondrichthyes) osztályának rájaalakúak (Rajiformes) rendjébe, ezen belül az Arhynchobatidae családjába tartozó nem.

## Tudnivalók
A Brochiraja-fajok előfordulási területe a Csendes-óceán délnyugati részén, azaz Új-Zéland és Tasmania tengervizei között van. Ezek a porcos halak fajtól függően 32,5-80 centiméteresek.

## Rendszerezés
A nembe az alábbi 8 élő faj tartozik:
- Brochiraja aenigma Last & McEachran, 2006
- Brochiraja albilabiata Last & McEachran, 2006
- Brochiraja asperula (Garrick & Paul, 1974) - típusfaj
- Brochiraja heuresa Last & Séret, 2012
- Brochiraja leviveneta Last & McEachran, 2006
- Brochiraja microspinifera Last & McEachran, 2006
- Brochiraja spinifera (Garrick & Paul, 1974)
- Brochiraja vittacauda Last & Séret, 2012